# برج الرؤية

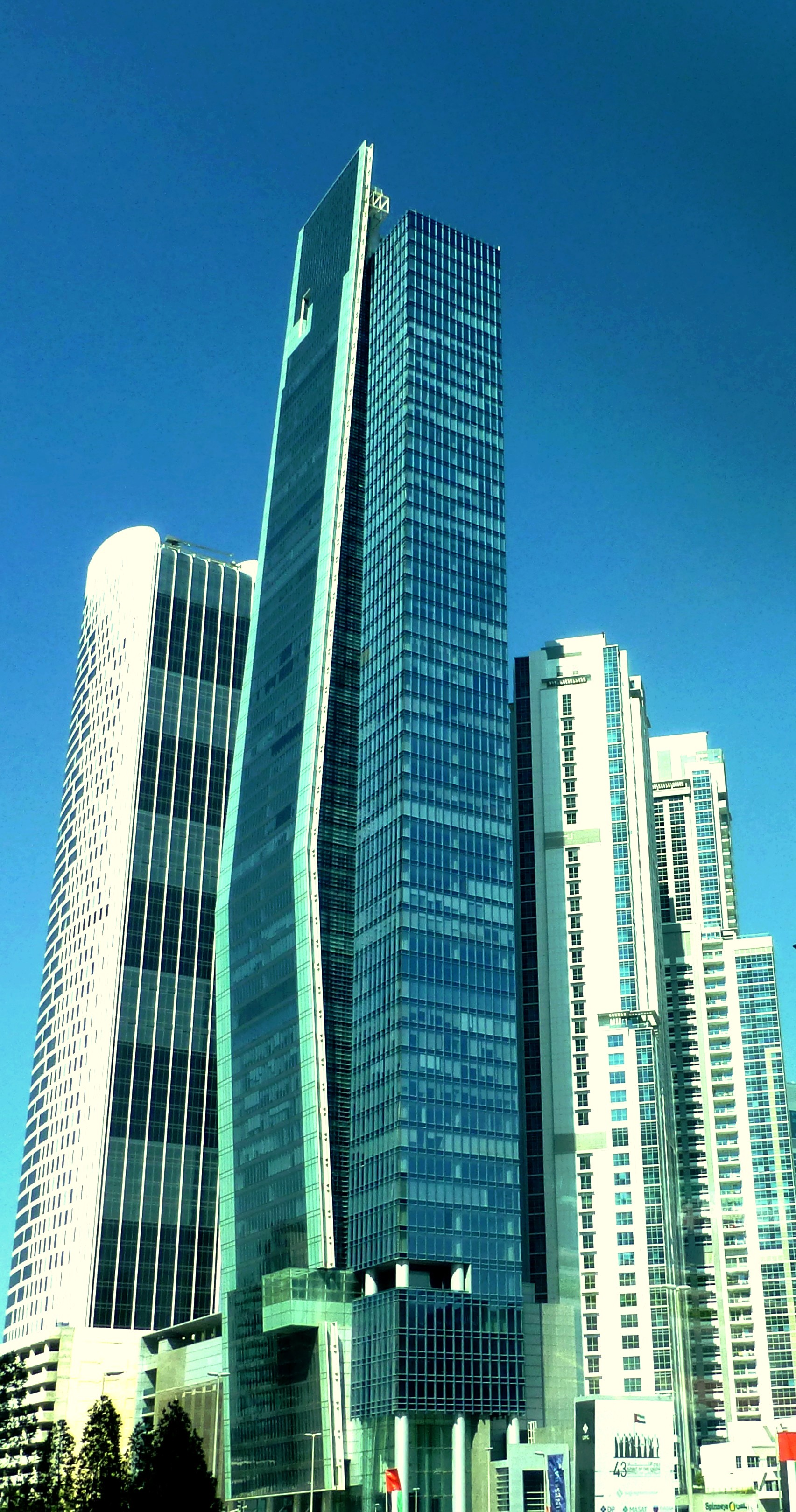
برج الرؤية

برج الرؤية هو برج مكون من 60 طابقًا في منطقة الخليج التجاري في دبي، الإمارات العربية المتحدة. يبلغ الارتفاع الهيكلي الإجمالي للبرج 260 مترًا (853 قدمًا)، وتبلغ مساحة المشروع 650 ألف قدم مربع. اكتمل بناء برج الرؤية في يناير 2011.
وهو المبنى المكتبي الوحيد المستقل لشركة دبي للعقارات في الخليج التجاري.